# Epicauta subrubra
Epicauta subrubra là một loài bọ cánh cứng trong họ Meloidae. Loài này được Dugés miêu tả khoa học năm 1886.